# General Dynamics EF-111A Raven
Le EF-111A Raven est une version du bombardier F-111 Aardvark spécialisée dans la guerre électronique.

## Historique
Au début des années 1970, l'US Air Force cherche à remplacer les vieux Douglas EB-66 de guerre électronique qu'elle utilise. Ne voulant pas choisir le EA-6B Prowler de l'US Navy, elle finit par se décider pour une version spéciale du bombardier F-111 Aardvark qu'elle vient de mettre en service.
En 1974, la société Grumman est chargée de concevoir tout l'équipement électronique, dérivé de celui du Prowler mais utilisable par un équipage de deux hommes au lieu de quatre. Deux F-111A sont alors modifiés : les différents systèmes sont installés à la fois dans la soute à bombes ventrale et dans une nacelle au sommet de la dérive. La masse à vide augmente de plus de 4 tonnes au total. 
Le F-111A (66-041), modifié avec un sous-système de brouillage AN/ALQ-99 (en), effectue un premier vol initial le 15 décembre 1975.

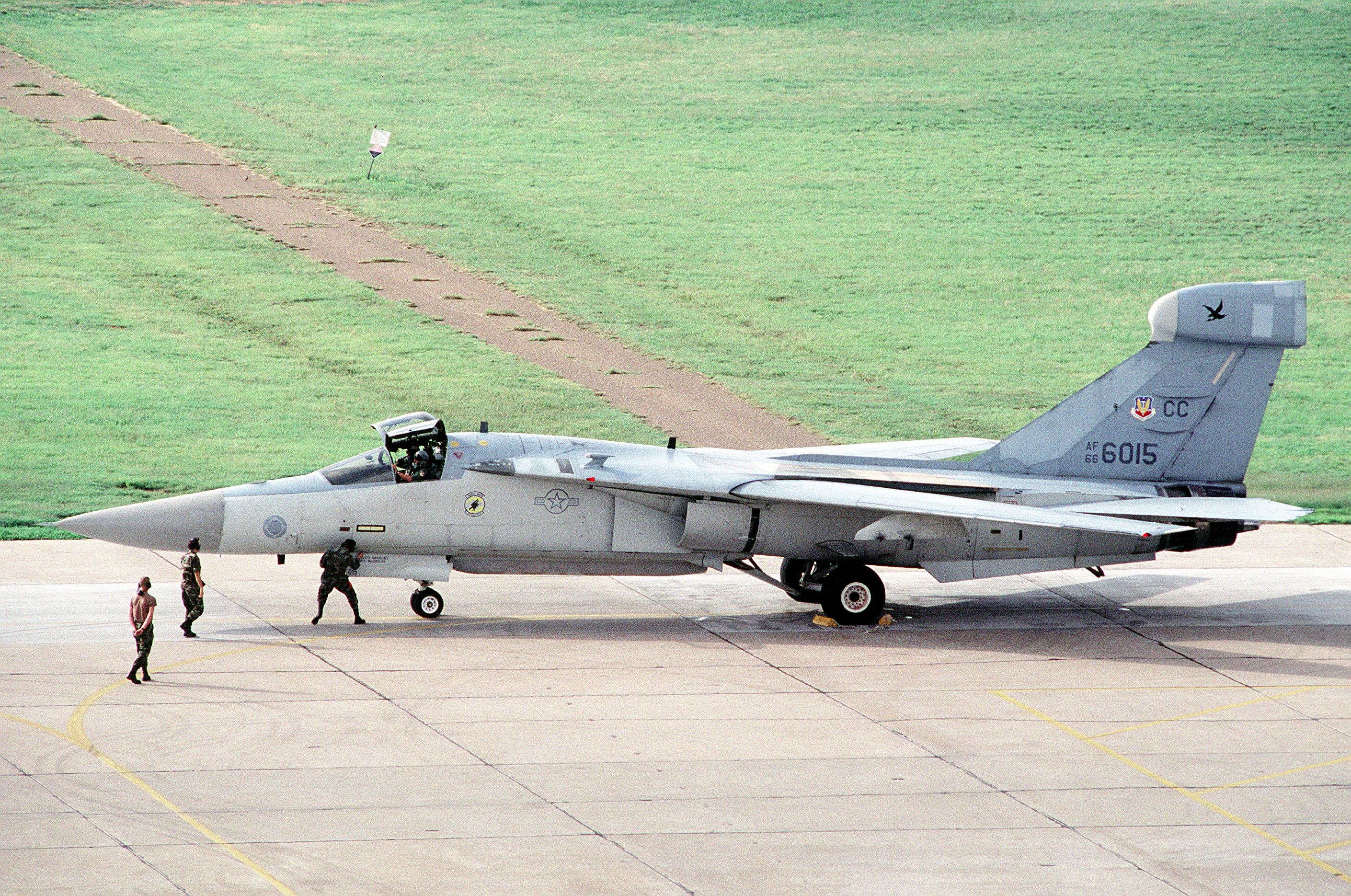
Un EF-111A sur une base aérienne aux États-Unis en 1997.

Le prototype du EF-111A fait son premier vol le 10 mars 1977. À l'issue des tests, un programme de conversion de 42 avions est lancé. Les livraisons commencent en 1981 et se terminent fin 1985. Les EF-111A sont modifiés par la suite : changement des réacteurs en 1986, amélioration des systèmes électroniques en 1989. L'avion a été retiré du service en mai 1998. Trois avions ont été perdus accidentellement dont un durant un combat aérien.

## Engagements
Les EF-111A Raven ont été engagés :
- lors du raid sur la Libye, la nuit du 14 au 15 avril 1986 à quatre exemplaires ;
- lors de l'invasion du Panama par les États-Unis fin décembre 1989 ;
- pendant la Guerre du Golfe, un appareil a revendiqué une victoire aérienne sur un Mirage F-1 irakien qui se serait écrasé en le poursuivant ;
- lors de l'opération Southern Watch (interdiction de survol de certaines zones de l'Irak).

## Opérateurs
États-Unis
United States Air Force
Tactical Air Command 1981–92
Air Combat Command 1992–98
- 20th Tactical Fighter Wing – RAF Upper Heyford (en), Angleterre

42d Electronic Combat Squadron (1984–1992)
- 27th Fighter Wing – Cannon AFB, Nouveau-Mexique

429th Electronic Combat Squadron (1992–1998)
430th Electronic Combat Squadron(1992–1993)
- 366th Tactical Fighter Wing – Mountain Home AFB, Idaho

388th Electronic Combat Squadron (1981–1982) (sert d'escadron d'entraînement pour les prototypes entre 1977 et 1979)
390th Electronic Combat Squadron (1982–1992)

## Sort des appareils

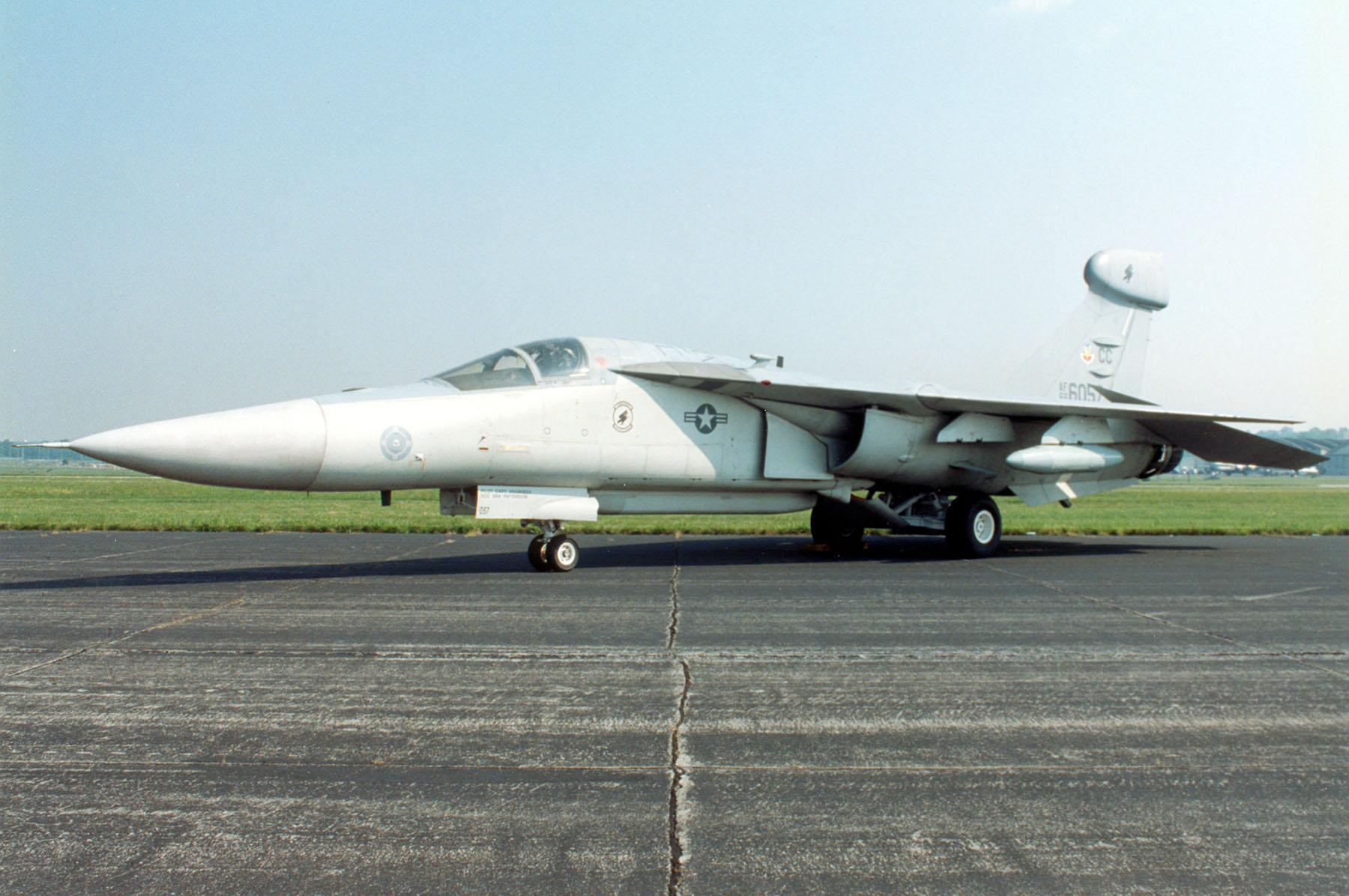
EF-111, immatriculation 66-0057, exposé au National Museum of the United States Air Force à Dayton, Ohio.

Sur les 42 avions convertis, trois ont été détruits lors d'accidents, quatre ont été sauvegardés, et le reste démantelé,.
- 66-0016 exposé sur la Cannon Air Force Base, au Nouveau-Mexique.  C'était le premier EF-111 à effectuer une mission de combat et il a été officieusement crédité de la destruction d'un Mirage F1 irakien[5],[6].
- 66-0047 est au début des années 2010 restauré sur l’aéroport municipal de Silver Springs, Nevada[7].
- 66-0049 est le premier prototype du EF-111, il est exposé à Mountain Home Air Force Base, Idaho.
- 66-0057 est exposé au National Museum of the United States Air Force sur la  Wright-Patterson Air Force Base à Dayton (Ohio)[8].

### Développement lié
- General Dynamics F-111 Aardvark
- General Dynamics-Grumman F-111B (en)
- General Dynamics F-111C (en)
- Northrop Grumman EA-6B Prowler

### Aéronefs comparables
- Grumman EA-6 Prowler
- Boeing EA-18G Growler
- Panavia Tornado ECR
- Sukhoi Su-24MP